# Liste der Nummer-eins-Hits in Italien (2014)
Diese Liste der Nummer-eins-Hits basiert auf den offiziellen Chartlisten der Federazione Industria Musicale Italiana (FIMI), der italienischen Landesgruppe der IFPI, im Jahr 2014. Berücksichtigt werden die Albumcharts und die Top-Digital-Singlecharts.
Die italienischen Charts wurden 2014 wie auch in früheren Jahren durch das Sanremo-Festival sowie die Castingshows Amici und X Factor beeinflusst. Auch die Fußball-Weltmeisterschaft 2014 begünstigte einen Nummer-eins-Hit. Erfolgreichstes Lied des Jahres war Bailando von Enrique Iglesias, erfolgreichstes Album Sono innocente von Vasco Rossi. Die Entwicklung des italienischen Musikmarktes insgesamt wurde stark von Streamingdiensten beeinflusst, welche 2014 ihren Marktanteil um über 80 % vergrößern konnten; daher flossen auch erstmals Streamingdaten in die Erstellung der Singlecharts mit ein. Hauptsächlich dadurch wurde ein Wachstum des Marktes um 4 % ermöglicht.

## Singles
2014 gab es in den italienischen Top-Digital-Charts 17 Nummer-eins-Hits, wovon sechs die Spitze auf Anhieb erreichten. Zehn der Hits stammten von italienischen Interpreten, die mit nur einer Ausnahme in ihrer Landessprache sangen. Bis 11. September handelte es sich um reine Downloadcharts (Top Digital Download), seit diesem Zeitpunkt werden auch Streaming-Angebote berücksichtigt, wobei 100 Streams einem Download-Kauf gleichgesetzt werden. Die Auszeichnungen für Musikverkäufe (certificazioni) berücksichtigen Streaming hingegen seit 1. Januar des Jahres.

| ← 2013 ← | Liste der Nummer-eins-Hits in Italien | Liste der Nummer-eins-Hits in Italien                            | Liste der Nummer-eins-Hits in Italien                                                                         | 2015 → |
| \| Zeitraum \| Wo. ges. \| Interpret \| Titel Autor(en) \| Zusätzliche Informationen \| \| (Zeitraum, Wochen auf Platz eins, Interpret, Titel, Autor[en], zusätzliche Informationen) \| \| \| \| \| \| ----------------------------------------------------------------------------------------- \| -------- \| ---------------------------------------------------------------- \| ------------------------------------------------------------------------------------------------------------- \| ----------------------------------------------------------------------------------------------------------------------------------------------------------------------------------------------------------------------------------------------------------------------------------------------------------------------------------------------------------------------------------------------------------------------------------------------------------------------------------------------------------------------------------------------------------- \| \| 30. Dezember 2013 – 9. Februar 2014 6 Wochen \| 6 \| Klingande \| Jubel Cédric Steinmyller, Edgar Catry \| Die französische Instrumentalnummer war europaweit erfolgreich. In Woche 52/2014 wurde das Lied in Italien mit Fünffachplatin für mehr als 150.000 Downloads und Streams ausgezeichnet.[4] \| \| 10. Februar 2014 – 16. Februar 2014 1 Woche (insgesamt 10) \| 10 \| Pharrell Williams \| Happy Pharrell Williams \| Der Titelsong des Animationsfilms Ich – Einfach unverbesserlich 2 war ein weltweiter Erfolg. In Woche 52/2014 wurde das Lied mit Sechsfachplatin für mehr als 180.000 Downloads und Streams ausgezeichnet.[4] \| \| 17. Februar 2014 – 2. März 2014 2 Wochen \| 2 \| Arisa \| Controvento Giuseppe Anastasi \| Nach dem Sieg beim Sanremo-Festival 2014[5] erreichte Arisa auf Anhieb die Spitze der Singlecharts.[6] Es ist ihr dritter Nummer-eins-Hit; Songwriter Anastasi war für alle drei verantwortlich. Controvento wurde in Woche 17/2014 mit Platin für mehr als 30.000 Downloads und Streams ausgezeichnet.[4] \| \| 3. März 2014 – 27. April 2014 8 Wochen (insgesamt 10) \| 10 \| Pharrell Williams \| Happy Pharrell Williams \| – \| \| 28. April 2014 – 4. Mai 2014 1 Woche (insgesamt 4) \| 4 \| Coldplay \| A Sky Full of Stars Guy Berryman, Jonny Buckland, Will Champion, Chris Martin \| Das von Avicii koproduzierte Lied der britischen Band ist ihr erster Nummer-eins-Hit in Italien. Es stieg direkt auf Platz eins ein.[7] Für mehr als 60.000 Downloads und Streams wurde A Sky Full of Stars in Woche 52/2014 mit Vierfachplatin ausgezeichnet.[4] \| \| 5. Mai 2014 – 11. Mai 2014 1 Woche (insgesamt 10) \| 10 \| Pharrell Williams \| Happy Pharrell Williams \| – \| \| 12. Mai 2014 – 25. Mai 2014 2 Wochen (insgesamt 4) \| 4 \| Coldplay \| A Sky Full of Stars Guy Berryman, Jonny Buckland, Will Champion, Chris Martin \| – \| \| 26. Mai 2014 – 1. Juni 2014 1 Woche \| 1 \| Deborah Iurato \| Anche se fuori è inverno Fiorella Mannoia, Antonio Calò, Cesare Chiodo \| Die Siegerin der 13. Ausgabe der Castingshow Amici konnte ihren Erfolg in einen Nummer-eins-Hit umsetzen,[8] der ihr in Woche 52/2014 überdies eine Goldene Schallplatte für mehr als 30.000 Downloads und Streams einbrachte.[4] \| \| 2. Juni 2014 – 8. Juni 2014 1 Woche \| 1 \| Club Dogo \| Weekend Cosimo Fini, Francesco Vigorelli, Luigi Florio, Eros Ramazzotti, Pierangelo Cassano, Adelio Cogliati \| Die Mailänder Rapgruppe präsentierte mit Weekend die erste Singleauskopplung aus ihrem siebten Studioalbum. Das Lied enthält ein Sample des Eros-Ramazzotti-Hits Un cuore con le ali von 1986[9] und stieg direkt auf Platz eins ein.[10] In Woche 47/2014 wurde es für mehr als 15.000 Downloads und Streams mit Gold ausgezeichnet.[4] \| \| 9. Juni 2014 – 15. Juni 2014 1 Woche (insgesamt 3) \| 3 \| Emis Killa \| Maracanã Emis Killa, Big Fish, Aquadrop, Alessandro Erba, Olav Basoski, Matteo Zanotto \| Das Lied entstand anlässlich der Fußball-Weltmeisterschaft 2014 und wurde von Sky Sport bei der Ausstrahlung des Sportereignisses verwendet.[11] Trotz des frühen Ausscheidens der italienischen Nationalmannschaft hielt sich der Song noch bis August in den Top 10.[12] Für den Rapper ist es der erste Nummer-eins-Hit seiner Karriere, der ihm mit mehr als 30.000 Downloads und Streams in Woche 31/2014 auch eine Platin-Auszeichnung einbrachte.[4] \| \| 16. Juni 2014 – 22. Juni 2014 1 Woche \| 1 \| Marco Carta \| Splendida ostinazione Daniele Coro, Federica Fratoni \| Obwohl der ehemalige Castingshow- und Sanremo-Gewinner schon zahlreiche Top-10-Hits vorweisen kann, ist dies erst sein zweiter Nummer-eins-Hit nach Quello che dai (2010). Das Lied stieg direkt auf Platz eins ein[13] und wurde in Woche 40/2014 mit Platin für mehr als 30.000 Downloads und Streams ausgezeichnet.[4] \| \| 23. Juni 2014 – 29. Juni 2014 1 Woche (insgesamt 3) \| 3 \| Emis Killa \| Maracanã Emis Killa, Big Fish, Aquadrop, Alessandro Erba, Olav Basoski, Matteo Zanotto \| – \| \| 30. Juni 2014 – 6. Juli 2014 1 Woche (insgesamt 4) \| 4 \| Coldplay \| A Sky Full of Stars Guy Berryman, Jonny Buckland, Will Champion, Chris Martin \| – \| \| 7. Juli 2014 – 13. Juli 2014 1 Woche (insgesamt 3) \| 3 \| Emis Killa \| Maracanã Emis Killa, Big Fish, Aquadrop, Alessandro Erba, Olav Basoski, Matteo Zanotto \| – \| \| 14. Juli 2014 – 20. Juli 2014 1 Woche \| 1 \| Kiesza \| Hideaway Rami Samir Afuni, Kiesa Rae Ellestad \| Mit ihrer Debütsingle konnte die kanadische Singer-Songwriterin auch in Italien die Chartspitze erreichen. In Woche 3/2015 wurde Hideaway mit Dreifachplatin für mehr als 90.000 Downloads und Streams ausgezeichnet.[4] \| \| 21. Juli 2014 – 27. Juli 2014 1 Woche \| 1 \| Club Dogo feat. Arisa \| Fragili Cosimo Fini, Francesco Vigorelli, Alessandro Raina, Jayson Dezuzio, Giuseppe d’Albenzio, Luigi Florio \| Auch die zweite Singleauskopplung aus dem siebten Studioalbum der Rapgruppe landete in der ersten Woche direkt auf Platz eins.[14] Für Arisa war es ebenfalls der zweite Nummer-eins-Hit in diesem Jahr. Ihre Zusammenarbeit wurde in Woche 48/2014 mit Platin für mehr als 30.000 Downloads und Streams ausgezeichnet.[4] \| \| 28. Juli 2014 – 3. August 2014 1 Woche \| 1 \| Francesco Renga \| Il mio giorno più bello nel mondo Fortunato Zampaglione \| Nachdem Renga Vierter beim Sanremo-Festival 2014 geworden war,[15] erreichte seine nachfolgende Single in ihrer neunten Chartwoche die Spitzenposition.[16] Es war Rengas zweiter Nummer-eins-Hit nach seinem Sanremo-Siegerlied von 2005. In Woche 49/2014 wurde Il mio giorno più bello nel mondo mit Zweifachplatin für mehr als 60.000 Downloads und Streams ausgezeichnet.[4] \| \| 4. August 2014 – 24. August 2014 3 Wochen \| 3 \| Lilly Wood & the Prick feat. Robin Schulz \| Prayer in C Nili Hadida, Benjamin Cotto \| Erst durch den Remix des deutschen DJs Robin Schulz gelang es dem schon 2010 erstveröffentlichten Lied des französischen Popduos, europaweit Erfolge zu feiern. So auch in Italien, wo es in Woche 52/2014 mit Vierfachplatin für mehr als 120.000 Downloads und Streams ausgezeichnet wurde.[4] \| \| 25. August 2014 – 23. November 2014 13 Wochen \| 13 \| Enrique Iglesias feat. Sean Paul, Descemer Bueno & Gente de Zona \| Bailando Enrique Iglesias, Descemer Bueno, Alexander Delgado, Randy Malcom Martinez \| Bevor das Lied in Italien Nummer eins wurde, war es schon monatelang in Spanien an der Spitze und dort der Sommerhit des Jahres.[17] Für die Platzierung in Italien zählten sowohl die englische als auch die spanische Version des Liedes.[18] Das Musikvideo der spanischen Version war in Italien das meistgesehene des Jahres,[19] in der Jahresendwertung erreichte Bailando die Spitzenposition.[20] Für mehr als 210.000 Downloads und Streams wurde Bailando in Woche 1/2015 mit Siebenfachplatin ausgezeichnet.[4] \| \| 24. November 2014 – 30. November 2014 1 Woche \| 1 \| Marco Mengoni \| Guerriero Michele Canova Iorfida, Fortunato Zampaglione \| Für Sänger Mengoni ist es der dritte Nummer-eins-Hit in fünf Jahren (nach den Siegerliedern bei X Factor 2009 und Sanremo 2013), für Songwriter Zampaglione bereits der zweite in diesem Jahr. Das Lied wurde in Woche 31/2015 mit Vierfachplatin für mehr als 200.000 Downloads und Streams ausgezeichnet.[4] \| \| 1. Dezember 2014 – 14. Dezember 2014 2 Wochen \| 2 \| Lorenzo Fragola \| The Reason Why Lorenzo Fragola, Fausto Cogliati, Michelle Lily Popovic \| Newcomer Fragola erreichte schon im Vorfeld seines Finaleinzuges beim X-Factor-Halbfinale am 4. Dezember 2014[21] auf Anhieb die Spitze der Charts.[22] Am 11. Dezember konnte er die Castingshow im Finale schließlich für sich entscheiden.[23] Alle vier Finalisten der Castingshow waren gleichzeitig in die Top 10 eingestiegen[24] und hatten sich in der Reihenfolge ihres späteren Abschneidens beim X-Factor-Finale platziert. The Reason Why wurde in Woche 3/2015 mit Zweifachplatin für mehr als 60.000 Downloads und Streams ausgezeichnet.[4] \| \| 15. Dezember 2014 – 21. Dezember 2014 1 Woche \| 1 \| Fedez feat. Francesca Michielin \| Magnifico Dario Faini, Roberto Casalino, Federico Lucia \| Während die erste Zusammenarbeit des Rappers und der X-Factor-Gewinnerin, Cigno nero, 2013 nur Platz 8 der Charts erreichte,[25] schaffte Magnifico in seiner achten Chartwoche den Weg an die Spitze. Für Fedez ist es der erste Nummer-eins-Hit, für Michielin nach ihrer Debütsingle von 2012 bereits der zweite. Ko-Songwriter Casalino kann bereits seinen sechsten Nummer-eins-Hit verbuchen.[26] Für mehr als 200.000 Downloads und Streams wurde Magnifico in Woche 26/2015 mit Vierfachplatin ausgezeichnet.[4] \| \| 22. Dezember 2014 – 8. Februar 2015 7 Wochen \| 7 \| Hozier \| Take Me to Church Andrew Hozier-Byrne \| Die erste Single des irischen Musikers war weltweit erfolgreich und konnte auch in Italien nach sechs Wochen in den Top 10 die Spitze erreichen. Auf Spotify war das Lied das weltweit meistgestreamte im Jahr 2014.[27] In Woche 31/2015 wurde es mit Fünffachplatin für mehr als 250.000 Downloads und Streams ausgezeichnet.[4] \| |                                       |                                                                  | | |
| ← 2013 |                                       |                                                                  | | → 2015 → |
| Zeitraum | Wo. ges.                              | Interpret                                                        | Titel Autor(en)                                                                                               | Zusätzliche Informationen |
| (Zeitraum, Wochen auf Platz eins, Interpret, Titel, Autor[en], zusätzliche Informationen) |                                       |                                                                  | | |
| 30. Dezember 2013 – 9. Februar 2014 6 Wochen | 6                                     | Klingande                                                        | Jubel Cédric Steinmyller, Edgar Catry                                                                         | Die französische Instrumentalnummer war europaweit erfolgreich. In Woche 52/2014 wurde das Lied in Italien mit Fünffachplatin für mehr als 150.000 Downloads und Streams ausgezeichnet. |
| 10. Februar 2014 – 16. Februar 2014 1 Woche (insgesamt 10) | 10                                    | Pharrell Williams                                                | Happy Pharrell Williams                                                                                       | Der Titelsong des Animationsfilms Ich – Einfach unverbesserlich 2 war ein weltweiter Erfolg. In Woche 52/2014 wurde das Lied mit Sechsfachplatin für mehr als 180.000 Downloads und Streams ausgezeichnet. |
| 17. Februar 2014 – 2. März 2014 2 Wochen | 2                                     | Arisa                                                            | Controvento Giuseppe Anastasi                                                                                 | Nach dem Sieg beim Sanremo-Festival 2014 erreichte Arisa auf Anhieb die Spitze der Singlecharts. Es ist ihr dritter Nummer-eins-Hit; Songwriter Anastasi war für alle drei verantwortlich. Controvento wurde in Woche 17/2014 mit Platin für mehr als 30.000 Downloads und Streams ausgezeichnet. |
| 3. März 2014 – 27. April 2014 8 Wochen (insgesamt 10) | 10                                    | Pharrell Williams                                                | Happy Pharrell Williams                                                                                       | – |
| 28. April 2014 – 4. Mai 2014 1 Woche (insgesamt 4) | 4                                     | Coldplay                                                         | A Sky Full of Stars Guy Berryman, Jonny Buckland, Will Champion, Chris Martin                                 | Das von Avicii koproduzierte Lied der britischen Band ist ihr erster Nummer-eins-Hit in Italien. Es stieg direkt auf Platz eins ein. Für mehr als 60.000 Downloads und Streams wurde A Sky Full of Stars in Woche 52/2014 mit Vierfachplatin ausgezeichnet. |
| 5. Mai 2014 – 11. Mai 2014 1 Woche (insgesamt 10) | 10                                    | Pharrell Williams                                                | Happy Pharrell Williams                                                                                       | – |
| 12. Mai 2014 – 25. Mai 2014 2 Wochen (insgesamt 4) | 4                                     | Coldplay                                                         | A Sky Full of Stars Guy Berryman, Jonny Buckland, Will Champion, Chris Martin                                 | – |
| 26. Mai 2014 – 1. Juni 2014 1 Woche | 1                                     | Deborah Iurato                                                   | Anche se fuori è inverno Fiorella Mannoia, Antonio Calò, Cesare Chiodo                                        | Die Siegerin der 13. Ausgabe der Castingshow Amici konnte ihren Erfolg in einen Nummer-eins-Hit umsetzen, der ihr in Woche 52/2014 überdies eine Goldene Schallplatte für mehr als 30.000 Downloads und Streams einbrachte. |
| 2. Juni 2014 – 8. Juni 2014 1 Woche | 1                                     | Club Dogo                                                        | Weekend Cosimo Fini, Francesco Vigorelli, Luigi Florio, Eros Ramazzotti, Pierangelo Cassano, Adelio Cogliati  | Die Mailänder Rapgruppe präsentierte mit Weekend die erste Singleauskopplung aus ihrem siebten Studioalbum. Das Lied enthält ein Sample des Eros-Ramazzotti-Hits Un cuore con le ali von 1986 und stieg direkt auf Platz eins ein. In Woche 47/2014 wurde es für mehr als 15.000 Downloads und Streams mit Gold ausgezeichnet. |
| 9. Juni 2014 – 15. Juni 2014 1 Woche (insgesamt 3) | 3                                     | Emis Killa                                                       | Maracanã Emis Killa, Big Fish, Aquadrop, Alessandro Erba, Olav Basoski, Matteo Zanotto                        | Das Lied entstand anlässlich der Fußball-Weltmeisterschaft 2014 und wurde von Sky Sport bei der Ausstrahlung des Sportereignisses verwendet. Trotz des frühen Ausscheidens der italienischen Nationalmannschaft hielt sich der Song noch bis August in den Top 10. Für den Rapper ist es der erste Nummer-eins-Hit seiner Karriere, der ihm mit mehr als 30.000 Downloads und Streams in Woche 31/2014 auch eine Platin-Auszeichnung einbrachte.                                                                                         |
| 16. Juni 2014 – 22. Juni 2014 1 Woche | 1                                     | Marco Carta                                                      | Splendida ostinazione Daniele Coro, Federica Fratoni                                                          | Obwohl der ehemalige Castingshow- und Sanremo-Gewinner schon zahlreiche Top-10-Hits vorweisen kann, ist dies erst sein zweiter Nummer-eins-Hit nach Quello che dai (2010). Das Lied stieg direkt auf Platz eins ein und wurde in Woche 40/2014 mit Platin für mehr als 30.000 Downloads und Streams ausgezeichnet. |
| 23. Juni 2014 – 29. Juni 2014 1 Woche (insgesamt 3) | 3                                     | Emis Killa                                                       | Maracanã Emis Killa, Big Fish, Aquadrop, Alessandro Erba, Olav Basoski, Matteo Zanotto                        | – |
| 30. Juni 2014 – 6. Juli 2014 1 Woche (insgesamt 4) | 4                                     | Coldplay                                                         | A Sky Full of Stars Guy Berryman, Jonny Buckland, Will Champion, Chris Martin                                 | – |
| 7. Juli 2014 – 13. Juli 2014 1 Woche (insgesamt 3) | 3                                     | Emis Killa                                                       | Maracanã Emis Killa, Big Fish, Aquadrop, Alessandro Erba, Olav Basoski, Matteo Zanotto                        | – |
| 14. Juli 2014 – 20. Juli 2014 1 Woche | 1                                     | Kiesza                                                           | Hideaway Rami Samir Afuni, Kiesa Rae Ellestad                                                                 | Mit ihrer Debütsingle konnte die kanadische Singer-Songwriterin auch in Italien die Chartspitze erreichen. In Woche 3/2015 wurde Hideaway mit Dreifachplatin für mehr als 90.000 Downloads und Streams ausgezeichnet. |
| 21. Juli 2014 – 27. Juli 2014 1 Woche | 1                                     | Club Dogo feat. Arisa                                            | Fragili Cosimo Fini, Francesco Vigorelli, Alessandro Raina, Jayson Dezuzio, Giuseppe d’Albenzio, Luigi Florio | Auch die zweite Singleauskopplung aus dem siebten Studioalbum der Rapgruppe landete in der ersten Woche direkt auf Platz eins. Für Arisa war es ebenfalls der zweite Nummer-eins-Hit in diesem Jahr. Ihre Zusammenarbeit wurde in Woche 48/2014 mit Platin für mehr als 30.000 Downloads und Streams ausgezeichnet. |
| 28. Juli 2014 – 3. August 2014 1 Woche | 1                                     | Francesco Renga                                                  | Il mio giorno più bello nel mondo Fortunato Zampaglione                                                       | Nachdem Renga Vierter beim Sanremo-Festival 2014 geworden war, erreichte seine nachfolgende Single in ihrer neunten Chartwoche die Spitzenposition. Es war Rengas zweiter Nummer-eins-Hit nach seinem Sanremo-Siegerlied von 2005. In Woche 49/2014 wurde Il mio giorno più bello nel mondo mit Zweifachplatin für mehr als 60.000 Downloads und Streams ausgezeichnet. |
| 4. August 2014 – 24. August 2014 3 Wochen | 3                                     | Lilly Wood & the Prick feat. Robin Schulz                        | Prayer in C Nili Hadida, Benjamin Cotto                                                                       | Erst durch den Remix des deutschen DJs Robin Schulz gelang es dem schon 2010 erstveröffentlichten Lied des französischen Popduos, europaweit Erfolge zu feiern. So auch in Italien, wo es in Woche 52/2014 mit Vierfachplatin für mehr als 120.000 Downloads und Streams ausgezeichnet wurde. |
| 25. August 2014 – 23. November 2014 13 Wochen | 13                                    | Enrique Iglesias feat. Sean Paul, Descemer Bueno & Gente de Zona | Bailando Enrique Iglesias, Descemer Bueno, Alexander Delgado, Randy Malcom Martinez                           | Bevor das Lied in Italien Nummer eins wurde, war es schon monatelang in Spanien an der Spitze und dort der Sommerhit des Jahres. Für die Platzierung in Italien zählten sowohl die englische als auch die spanische Version des Liedes. Das Musikvideo der spanischen Version war in Italien das meistgesehene des Jahres, in der Jahresendwertung erreichte Bailando die Spitzenposition. Für mehr als 210.000 Downloads und Streams wurde Bailando in Woche 1/2015 mit Siebenfachplatin ausgezeichnet.                                 |
| 24. November 2014 – 30. November 2014 1 Woche | 1                                     | Marco Mengoni                                                    | Guerriero Michele Canova Iorfida, Fortunato Zampaglione                                                       | Für Sänger Mengoni ist es der dritte Nummer-eins-Hit in fünf Jahren (nach den Siegerliedern bei X Factor 2009 und Sanremo 2013), für Songwriter Zampaglione bereits der zweite in diesem Jahr. Das Lied wurde in Woche 31/2015 mit Vierfachplatin für mehr als 200.000 Downloads und Streams ausgezeichnet. |
| 1. Dezember 2014 – 14. Dezember 2014 2 Wochen | 2                                     | Lorenzo Fragola                                                  | The Reason Why Lorenzo Fragola, Fausto Cogliati, Michelle Lily Popovic                                        | Newcomer Fragola erreichte schon im Vorfeld seines Finaleinzuges beim X-Factor-Halbfinale am 4. Dezember 2014 auf Anhieb die Spitze der Charts. Am 11. Dezember konnte er die Castingshow im Finale schließlich für sich entscheiden. Alle vier Finalisten der Castingshow waren gleichzeitig in die Top 10 eingestiegen und hatten sich in der Reihenfolge ihres späteren Abschneidens beim X-Factor-Finale platziert. The Reason Why wurde in Woche 3/2015 mit Zweifachplatin für mehr als 60.000 Downloads und Streams ausgezeichnet. |
| 15. Dezember 2014 – 21. Dezember 2014 1 Woche | 1                                     | Fedez feat. Francesca Michielin                                  | Magnifico Dario Faini, Roberto Casalino, Federico Lucia                                                       | Während die erste Zusammenarbeit des Rappers und der X-Factor-Gewinnerin, Cigno nero, 2013 nur Platz 8 der Charts erreichte, schaffte Magnifico in seiner achten Chartwoche den Weg an die Spitze. Für Fedez ist es der erste Nummer-eins-Hit, für Michielin nach ihrer Debütsingle von 2012 bereits der zweite. Ko-Songwriter Casalino kann bereits seinen sechsten Nummer-eins-Hit verbuchen. Für mehr als 200.000 Downloads und Streams wurde Magnifico in Woche 26/2015 mit Vierfachplatin ausgezeichnet.                            |
| 22. Dezember 2014 – 8. Februar 2015 7 Wochen | 7                                     | Hozier                                                           | Take Me to Church Andrew Hozier-Byrne                                                                         | Die erste Single des irischen Musikers war weltweit erfolgreich und konnte auch in Italien nach sechs Wochen in den Top 10 die Spitze erreichen. Auf Spotify war das Lied das weltweit meistgestreamte im Jahr 2014. In Woche 31/2015 wurde es mit Fünffachplatin für mehr als 250.000 Downloads und Streams ausgezeichnet. |

## Alben
2014 standen 26 Alben an der Spitze der italienischen Albencharts, wovon nur vier nicht direkt auf Platz eins einstiegen. Gleich 20 Alben stammten von italienischen Interpreten.

| ← 2013 ← | Liste der Nummer-eins-Alben in Italien | Liste der Nummer-eins-Alben in Italien | Liste der Nummer-eins-Alben in Italien | 2015 → |
| \| Zeitraum \| Wo. ges. \| Interpret \| Titel \| Zusätzliche Informationen \| \| (Zeitraum, Wochen auf Platz eins, Interpret, Titel, zusätzliche Informationen) \| \| \| \| \| \| ------------------------------------------------------------------------------ \| -------- \| -------------------- \| ------------------------------- \| ------------------------------------------------------------------------------------------------------------------------------------------------------------------------------------------------------------------------------------------------------------------------------------------------------------------------------------------------------------------------------------------------------------------------------------------------------------------------------------------------------------------------------------------------------------------------------------------------------------------- \| \| 25. November 2013 – 12. Januar 2014 7 Wochen (insgesamt 9) \| 9 \| Ligabue \| Mondovisione \| Mit dem insgesamt zehnten Studioalbum gelang dem Rockmusiker aus Correggio das sechste Nummer-eins-Album in Folge (seit 1995). Mondovisione stieg 2013 direkt auf Platz eins ein[28] und war das meistverkaufte Album des Jahres. Auch 2014 hielt es sich noch durchgehend in den Albumcharts. Es wurde in Woche 18/2015 mit Siebenfachplatin für mehr als 350.000 Verkäufe ausgezeichnet.[4] \| \| 13. Januar 2014 – 2. Februar 2014 3 Wochen \| 3 \| Bruce Springsteen \| High Hopes \| Das achtzehnte Studioalbum des Rockmusikers war ein weltweiter Erfolg. In den italienischen Albumcharts stieg es direkt auf Platz eins ein.[29] Mit mehr als 25.000 Verkäufen brachte es Springsteen in Woche 5/2014 eine Goldene Schallplatte ein.[4] \| \| 3. Februar 2014 – 9. Februar 2014 1 Woche \| 1 \| Two Fingerz \| Two Fingerz V \| Das italienische Hip-Hop-Duo landete mit dem fünften Studioalbum sein erstes Nummer-eins-Album, das zudem direkt auf Platz eins einstieg.[30] \| \| 10. Februar 2014 – 23. Februar 2014 2 Wochen (insgesamt 9) \| 9 \| Ligabue \| Mondovisione \| – \| \| 24. Februar 2014 – 2. März 2014 1 Woche \| 1 \| Stromae \| Racine carrée \| Nach seinen Auftritten im Finale des Sanremo-Festivals am 22. und in der Talkshow Che tempo che fa am 23. Februar (jeweils moderiert von Fabio Fazio) stieg der belgische Musiker mit seinem zweiten Album von Platz acht auf Platz eins auf.[31] Damit gelang Stromae eine Premiere, denn noch kein französischsprachiges Album hatte bis dahin in Italien die Chartspitze erreicht.[32] Gleichzeitig konnten sich die Singles Tous les mêmes und Formidable in den Singlecharts auf Platz fünf bzw. 16 platzieren.[33] In Woche 52/2014 wurde das Album für mehr als 50.000 Verkäufe mit Platin ausgezeichnet.[4] \| \| 3. März 2014 – 9. März 2014 1 Woche \| 1 \| Pharrell Williams \| Girl \| Zeitgleich mit der Rückkehr der erfolgreichen Single Happy auf Platz eins der Singlecharts stieg auch das Album gleich in der ersten Woche nach Veröffentlichung auf Platz eins ein.[34] Williams’ erstes Album hatte 2006 nur Platz zwölf erreicht.[35] \| \| 10. März 2014 – 16. März 2014 1 Woche \| 1 \| Francesco Renga \| Tempo reale \| Beim Sanremo-Festival 2014 hatte Renga den vierten Platz erreicht,[15] sein wenig später veröffentlichtes sechstes Studioalbum erreichte auf Anhieb die Chartspitze[36] und erwies sich als das meistverkaufte aller diesjährigen Sanremo-Teilnehmer.[37] Es ist Rengas zweites Nummer-eins-Album. In Woche 43/2014 wurde es für mehr als 50.000 Verkäufe mit Platin ausgezeichnet.[4] \| \| 17. März 2014 – 23. März 2014 1 Woche \| 1 \| Roby Facchinetti \| Ma che vita la mia \| Das Pooh-Gründungsmitglied nahm während einer zweijährigen künstlerischen Pause der Band sein in 30 Jahren erst drittes Soloalbum auf, das auch noch direkt auf Platz eins einstieg.[38] Neben Facchinetti war auch Valerio Negrini, ebenfalls Pooh-Gründungsmitglied und langjähriger -Texter, an dem Album beteiligt, er verstarb jedoch noch während der Arbeit an dem Album.[39] \| \| 24. März 2014 – 6. April 2014 2 Wochen \| 2 \| Rocco Hunt \| ’A verità \| Der junge Rapper aus Salerno gewann das Sanremo-Festival 2014 in der Kategorie Newcomer.[40] Während sein Siegerlied Nu juorno buono in den Singlecharts Platz fünf und damit die dritthöchste Platzierung eines Sanremo-Beitrags erreicht hatte,[41] stieg sein zweites Studioalbum direkt auf Platz eins ein[42] und wurde in Woche 18/2015 für mehr als 50.000 Verkäufe mit Platin ausgezeichnet.[4] \| \| 7. April 2014 – 20. April 2014 2 Wochen (insgesamt 3) \| 3 \| Biagio Antonacci \| L’amore comporta \| Das zwölfte Studioalbum des Mailänder Cantautore erreichte auf Anhieb die Spitze der Albumcharts[43] und wurde in Woche 49/2014 für mehr als 100.000 Verkäufe mit Zweifachplatin ausgezeichnet.[4] Es ist das siebte Studioalbum Antonaccis in Folge, das die Chartspitze erreichte. \| \| 21. April 2014 – 4. Mai 2014 2 Wochen \| 2 \| Caparezza \| Museica \| Museica ist das sechste Studioalbum des Rappers und sein erstes Nummer-eins-Album. Es stieg direkt auf Platz eins ein,[44] erhielt in Woche 34/2014 eine Platin-Schallplatte für mehr als 50.000 Verkäufe[4] und wurde Ende des Jahres mit der Targa Tenco als bestes Album des Jahres ausgezeichnet.[45] \| \| 5. Mai 2014 – 11. Mai 2014 1 Woche \| 1 \| Cesare Cremonini \| Logico \| Sein fünftes Studioalbum brachte dem Sänger aus Bologna die erste Nummer-eins-Platzierung seiner Solokarriere ein; zuletzt hatte er 1999 als Teil der Gruppe Lùnapop mit dem Album …Squérez? 13 Wochen in Folge an der Spitze der Albumcharts gestanden. Logico stieg direkt auf Platz eins ein[46] und wurde in Woche 51/2014 für mehr als 50.000 Verkäufe mit Platin ausgezeichnet.[4] Auf der italienischen Musikmesse Medimex gewann es Ende des Jahres den Preis in der Kategorie Bestes Album.[47] \| \| 12. Mai 2014 – 18. Mai 2014 1 Woche (insgesamt 7) \| 7 \| Dear Jack \| Domani è un altro film \| Die Band belegte den zweiten Platz bei der diesjährigen Ausgabe der Castingshow Amici di Maria De Filippi und konnte sich dort zudem den Kritikerpreis sichern.[48] Ihr Debütalbum verkaufte sich über 100.000-mal und wurde in Woche 37/2014 mit Zweifachplatin ausgezeichnet.[4] Es war das meistverkaufte Album der ersten Jahreshälfte 2014.[49] \| \| 19. Mai 2014 – 25. Mai 2014 1 Woche (insgesamt 4) \| 4 \| Coldplay \| Ghost Stories \| Nach dem Nummer-eins-Erfolg der Single A Sky Full of Stars erreichte auch das sechste Studioalbum der britischen Band auf Anhieb die Spitzenposition.[50] Coldplay stand damit zum fünften Mal auf Platz eins der italienischen Albencharts, nur ihr Debütalbum Parachutes hatte 2000 die Spitze verpasst. Für über 100.000 Verkäufe wurde Ghost Stories in Woche 47/2014 mit Zweifachplatin ausgezeichnet.[4] \| \| 26. Mai 2014 – 1. Juni 2014 1 Woche \| 1 \| Gemitaiz & MadMan \| Kepler \| Die erste Zusammenarbeit der beiden Rapper stieg direkt auf Platz eins ein[51] und ist für beide das erste Nummer-eins-Album. Es wurde mehr als 25.000-mal verkauft und dafür in Woche 29/2014 mit Gold ausgezeichnet.[4] \| \| 2. Juni 2014 – 22. Juni 2014 3 Wochen (insgesamt 7) \| 7 \| Dear Jack \| Domani è un altro film \| – \| \| 23. Juni 2014 – 6. Juli 2014 2 Wochen \| 2 \| 5 Seconds of Summer \| 5 Seconds of Summer \| Mit ihrem ersten Album debütierte die australische Band in Italien auf Platz eins[52] und erhielt für mehr als 25.000 Verkäufe in Woche 34/2014 eine Goldene Schallplatte.[4] \| \| 7. Juli 2014 – 20. Juli 2014 2 Wochen (insgesamt 7) \| 7 \| Dear Jack \| Domani è un altro film \| – \| \| 21. Juli 2014 – 27. Juli 2014 1 Woche (insgesamt 3) \| 3 \| Biagio Antonacci \| L’amore comporta \| – \| \| 28. Juli 2014 – 3. August 2014 1 Woche (insgesamt 7) \| 7 \| Dear Jack \| Domani è un altro film \| – \| \| 4. August 2014 – 10. August 2014 1 Woche (insgesamt 2) \| 2 \| Giorgia \| Senza paura \| In seiner 40. Chartwoche kehrte das Album nach dem Airplay-Erfolg der vierten Single Io fra tanti und einem iTunes-Sonderangebot an die Spitze der Charts zurück.[53] Wenig später, in Woche 34/2014, wurde Senza paura für über 100.000 Verkäufe mit Zweifachplatin ausgezeichnet.[4] \| \| 11. August 2014 – 31. August 2014 3 Wochen (insgesamt 4) \| 4 \| Coldplay \| Ghost Stories \| – \| \| 1. September 2014 – 7. September 2014 1 Woche \| 1 \| Ensi \| Rock Steady \| Mit seinem dritten Studioalbum, das erstmals bei einem Major-Label erschien, gelang dem Rapper und Freestyler aus Alpignano sein erstes Nummer-eins-Album. Rock Steady stieg direkt auf Platz eins ein.[54] \| \| 8. September 2014 – 14. September 2014 1 Woche \| 1 \| Club Dogo \| Non siamo più quelli di Mi Fist \| Nach den beiden Nummer-eins-Erfolgen der vorab ausgekoppelten Singles Weekend und Fragili stieg auch das Album in seiner ersten Woche direkt auf Platz eins ein.[55] Das siebte Studioalbum der Mailänder Rapgruppe konnte damit an den Erfolg seines Vorgängers von 2012 anknüpfen. Für mehr als 25.000 Verkäufe erhielt es in Woche 43/2014 eine Goldene Schallplatte.[4] \| \| 15. September 2014 – 21. September 2014 1 Woche \| 1 \| Fabi Silvestri Gazzè \| Il padrone della festa \| Das Projekt Fabi Silvestri Gazzè besteht aus den drei römischen Singer-Songwritern Niccolò Fabi, Daniele Silvestri und Max Gazzè.[56] Alle drei hatten solo bereits Top-10-Erfolge, das gemeinsame Album ist jedoch ihr erstes Nummer-eins-Album. Nach dem Erfolg der beiden Singles, die jeweils mit Gold ausgezeichnet wurden,[57] stieg Il padrone della festa direkt auf Platz eins ein[58] und verkaufte sich mehr als 50.000-mal, wofür es in Woche 50/2014 mit Platin ausgezeichnet wurde.[4] \| \| 22. September 2014 – 28. September 2014 1 Woche \| 1 \| Subsonica \| Una nave in una foresta \| Die Band aus Turin erreichte mit ihrem siebten Studioalbum zum dritten Mal die Spitze der italienischen Albumcharts. Una nave in una foresta stieg direkt auf Platz eins ein[59] und wurde für mehr als 50.000 Verkäufe in Woche 43/2015 mit Platin ausgezeichnet.[4] \| \| 29. September 2014 – 12. Oktober 2014 2 Wochen (insgesamt 3) \| 3 \| Fedez \| Pop-Hoolista \| Wie der Vorgänger im Jahr 2013 debütierte auch das vierte Studioalbum des Rappers auf Platz eins.[60] In Woche 37/2015 wurde es mit Dreifachplatin für mehr als 150.000 Verkäufe ausgezeichnet.[4] \| \| 13. Oktober 2014 – 26. Oktober 2014 2 Wochen \| 2 \| U2 \| Songs of Innocence \| Die irische Rockband stellte ihr 13. Studioalbum ab dem 9. September vorab allen Benutzern des iTunes Store kostenlos zur Verfügung. In der ersten Verkaufswoche schließlich stieg es in den italienischen Albumcharts sogleich auf Platz eins ein[61] und ist für U2 damit das fünfte Nummer-eins-Album in Folge.[62] Für mehr als 100.000 Verkäufe wurde es in Woche 24/2015 mit Zweifachplatin ausgezeichnet.[4] \| \| 27. Oktober 2014 – 2. November 2014 1 Woche \| 1 \| Fiorella Mannoia \| Fiorella \| Anlässlich ihres 60. Geburtstags veröffentlichte die Sängerin ein Doppelalbum, das einige ihrer eigenen Erfolge sowie Neuinterpretationen bekannter Lieder anderer Interpreten enthält.[63] Es stieg direkt auf Platz eins ein[64] und ist nach dem Live-Album Concerti von 2004 Mannoias zweites Nummer-eins-Album.[65] Für mehr als 50.000 Verkäufe wurde es in Woche 52/2014 mit Platin ausgezeichnet.[4] \| \| 3. November 2014 – 9. November 2014 1 Woche \| 1 \| Vasco Rossi \| Sono innocente \| Mit seinem 17. Studioalbum erreichte der Rocksänger zum insgesamt 19. Mal die Spitze der Albencharts, so oft wie kein anderer Interpret in der italienischen Chartgeschichte. Trotz der späten Veröffentlichung (November) und des nur einwöchigen Aufenthalts auf Platz eins – den es allerdings auf Anhieb erreichte[66] – stellte sich Sono innocente als meistverkauftes Album des Jahres 2014 heraus.[20] In Woche 39/2015 wurde es für mehr als 300.000 Verkäufe mit Sechsfachplatin ausgezeichnet.[4] \| \| 10. November 2014 – 16. November 2014 1 Woche \| 1 \| Pink Floyd \| The Endless River \| Das 15. Studioalbum der britischen Rockband, erschienen 20 Jahre nach dem Vorgänger The Division Bell, war ein weltweiter Erfolg und wurde auch in Italien in Woche 4/2015 für mehr als 200.000 Verkäufe mit Vierfachplatin ausgezeichnet.[4] \| \| 17. November 2014 – 23. November 2014 1 Woche \| 1 \| One Direction \| Four \| Das vierte Studioalbum der britischen Boyband ist ihr drittes Nummer-eins-Album in Italien, Midnight Memories hatte im Vorjahr die Spitze knapp verpasst.[67] Four stieg direkt an der Spitze ein.[68] Mit mehr als 100.000 Verkäufen brachte es der Gruppe in Woche 52/2014 eine Zweifachplatin-Auszeichnung ein.[4] \| \| 24. November 2014 – 30. November 2014 1 Woche (insgesamt 6) \| 6 \| Tiziano Ferro \| TZN – The Best of Tiziano Ferro \| Mit seinem ersten Best-of-Album erreichte der Singer-Songwriter aus Latina innerhalb von elf Jahren das fünfte Mal die Spitze der italienischen Albumcharts, einzig sein Debütalbum Rosso relativo war 2001 auf Platz fünf stehengeblieben.[69] Auch dieses Album erreichte die Spitzenposition auf Anhieb.[70] In Woche 39/2015 wurde es für mehr als 300.000 Verkäufe mit Sechsfachplatin ausgezeichnet.[4] \| \| 1. Dezember 2014 – 7. Dezember 2014 1 Woche (insgesamt 2) \| 2 \| Gianna Nannini \| Hitalia \| Die Musikerin aus Siena legte ein Coveralbum vor, das direkt auf Platz eins einstieg[71] und ihr damit in 38 Jahren die fünfte Nummer-eins-Platzierung in den italienischen Albencharts einbrachte. Für mehr als 150.000 Verkäufe wurde das Album in Woche 17/2015 mit Dreifachplatin ausgezeichnet.[4] \| \| 8. Dezember 2014 – 14. Dezember 2014 1 Woche (insgesamt 6) \| 6 \| Tiziano Ferro \| TZN – The Best of Tiziano Ferro \| – \| \| 15. Dezember 2014 – 21. Dezember 2014 1 Woche (insgesamt 2) \| 2 \| Gianna Nannini \| Hitalia \| – \| \| 22. Dezember 2014 – 11. Januar 2015 3 Wochen (insgesamt 6) \| 6 \| Tiziano Ferro \| TZN – The Best of Tiziano Ferro \| – \| |                                        |                                        |                                        | |
| ← 2013 |                                        |                                        |                                        | → 2015 → |
| Zeitraum | Wo. ges.                               | Interpret                              | Titel                                  | Zusätzliche Informationen |
| (Zeitraum, Wochen auf Platz eins, Interpret, Titel, zusätzliche Informationen) |                                        |                                        |                                        | |
| 25. November 2013 – 12. Januar 2014 7 Wochen (insgesamt 9) | 9                                      | Ligabue                                | Mondovisione                           | Mit dem insgesamt zehnten Studioalbum gelang dem Rockmusiker aus Correggio das sechste Nummer-eins-Album in Folge (seit 1995). Mondovisione stieg 2013 direkt auf Platz eins ein und war das meistverkaufte Album des Jahres. Auch 2014 hielt es sich noch durchgehend in den Albumcharts. Es wurde in Woche 18/2015 mit Siebenfachplatin für mehr als 350.000 Verkäufe ausgezeichnet. |
| 13. Januar 2014 – 2. Februar 2014 3 Wochen | 3                                      | Bruce Springsteen                      | High Hopes                             | Das achtzehnte Studioalbum des Rockmusikers war ein weltweiter Erfolg. In den italienischen Albumcharts stieg es direkt auf Platz eins ein. Mit mehr als 25.000 Verkäufen brachte es Springsteen in Woche 5/2014 eine Goldene Schallplatte ein. |
| 3. Februar 2014 – 9. Februar 2014 1 Woche | 1                                      | Two Fingerz                            | Two Fingerz V                          | Das italienische Hip-Hop-Duo landete mit dem fünften Studioalbum sein erstes Nummer-eins-Album, das zudem direkt auf Platz eins einstieg. |
| 10. Februar 2014 – 23. Februar 2014 2 Wochen (insgesamt 9) | 9                                      | Ligabue                                | Mondovisione                           | – |
| 24. Februar 2014 – 2. März 2014 1 Woche | 1                                      | Stromae                                | Racine carrée                          | Nach seinen Auftritten im Finale des Sanremo-Festivals am 22. und in der Talkshow Che tempo che fa am 23. Februar (jeweils moderiert von Fabio Fazio) stieg der belgische Musiker mit seinem zweiten Album von Platz acht auf Platz eins auf. Damit gelang Stromae eine Premiere, denn noch kein französischsprachiges Album hatte bis dahin in Italien die Chartspitze erreicht. Gleichzeitig konnten sich die Singles Tous les mêmes und Formidable in den Singlecharts auf Platz fünf bzw. 16 platzieren. In Woche 52/2014 wurde das Album für mehr als 50.000 Verkäufe mit Platin ausgezeichnet. |
| 3. März 2014 – 9. März 2014 1 Woche | 1                                      | Pharrell Williams                      | Girl                                   | Zeitgleich mit der Rückkehr der erfolgreichen Single Happy auf Platz eins der Singlecharts stieg auch das Album gleich in der ersten Woche nach Veröffentlichung auf Platz eins ein. Williams’ erstes Album hatte 2006 nur Platz zwölf erreicht. |
| 10. März 2014 – 16. März 2014 1 Woche | 1                                      | Francesco Renga                        | Tempo reale                            | Beim Sanremo-Festival 2014 hatte Renga den vierten Platz erreicht, sein wenig später veröffentlichtes sechstes Studioalbum erreichte auf Anhieb die Chartspitze und erwies sich als das meistverkaufte aller diesjährigen Sanremo-Teilnehmer. Es ist Rengas zweites Nummer-eins-Album. In Woche 43/2014 wurde es für mehr als 50.000 Verkäufe mit Platin ausgezeichnet. |
| 17. März 2014 – 23. März 2014 1 Woche | 1                                      | Roby Facchinetti                       | Ma che vita la mia                     | Das Pooh-Gründungsmitglied nahm während einer zweijährigen künstlerischen Pause der Band sein in 30 Jahren erst drittes Soloalbum auf, das auch noch direkt auf Platz eins einstieg. Neben Facchinetti war auch Valerio Negrini, ebenfalls Pooh-Gründungsmitglied und langjähriger -Texter, an dem Album beteiligt, er verstarb jedoch noch während der Arbeit an dem Album. |
| 24. März 2014 – 6. April 2014 2 Wochen | 2                                      | Rocco Hunt                             | ’A verità                              | Der junge Rapper aus Salerno gewann das Sanremo-Festival 2014 in der Kategorie Newcomer. Während sein Siegerlied Nu juorno buono in den Singlecharts Platz fünf und damit die dritthöchste Platzierung eines Sanremo-Beitrags erreicht hatte, stieg sein zweites Studioalbum direkt auf Platz eins ein und wurde in Woche 18/2015 für mehr als 50.000 Verkäufe mit Platin ausgezeichnet. |
| 7. April 2014 – 20. April 2014 2 Wochen (insgesamt 3) | 3                                      | Biagio Antonacci                       | L’amore comporta                       | Das zwölfte Studioalbum des Mailänder Cantautore erreichte auf Anhieb die Spitze der Albumcharts und wurde in Woche 49/2014 für mehr als 100.000 Verkäufe mit Zweifachplatin ausgezeichnet. Es ist das siebte Studioalbum Antonaccis in Folge, das die Chartspitze erreichte. |
| 21. April 2014 – 4. Mai 2014 2 Wochen | 2                                      | Caparezza                              | Museica                                | Museica ist das sechste Studioalbum des Rappers und sein erstes Nummer-eins-Album. Es stieg direkt auf Platz eins ein, erhielt in Woche 34/2014 eine Platin-Schallplatte für mehr als 50.000 Verkäufe und wurde Ende des Jahres mit der Targa Tenco als bestes Album des Jahres ausgezeichnet. |
| 5. Mai 2014 – 11. Mai 2014 1 Woche | 1                                      | Cesare Cremonini                       | Logico                                 | Sein fünftes Studioalbum brachte dem Sänger aus Bologna die erste Nummer-eins-Platzierung seiner Solokarriere ein; zuletzt hatte er 1999 als Teil der Gruppe Lùnapop mit dem Album …Squérez? 13 Wochen in Folge an der Spitze der Albumcharts gestanden. Logico stieg direkt auf Platz eins ein und wurde in Woche 51/2014 für mehr als 50.000 Verkäufe mit Platin ausgezeichnet. Auf der italienischen Musikmesse Medimex gewann es Ende des Jahres den Preis in der Kategorie Bestes Album. |
| 12. Mai 2014 – 18. Mai 2014 1 Woche (insgesamt 7) | 7                                      | Dear Jack                              | Domani è un altro film                 | Die Band belegte den zweiten Platz bei der diesjährigen Ausgabe der Castingshow Amici di Maria De Filippi und konnte sich dort zudem den Kritikerpreis sichern. Ihr Debütalbum verkaufte sich über 100.000-mal und wurde in Woche 37/2014 mit Zweifachplatin ausgezeichnet. Es war das meistverkaufte Album der ersten Jahreshälfte 2014. |
| 19. Mai 2014 – 25. Mai 2014 1 Woche (insgesamt 4) | 4                                      | Coldplay                               | Ghost Stories                          | Nach dem Nummer-eins-Erfolg der Single A Sky Full of Stars erreichte auch das sechste Studioalbum der britischen Band auf Anhieb die Spitzenposition. Coldplay stand damit zum fünften Mal auf Platz eins der italienischen Albencharts, nur ihr Debütalbum Parachutes hatte 2000 die Spitze verpasst. Für über 100.000 Verkäufe wurde Ghost Stories in Woche 47/2014 mit Zweifachplatin ausgezeichnet. |
| 26. Mai 2014 – 1. Juni 2014 1 Woche | 1                                      | Gemitaiz & MadMan                      | Kepler                                 | Die erste Zusammenarbeit der beiden Rapper stieg direkt auf Platz eins ein und ist für beide das erste Nummer-eins-Album. Es wurde mehr als 25.000-mal verkauft und dafür in Woche 29/2014 mit Gold ausgezeichnet. |
| 2. Juni 2014 – 22. Juni 2014 3 Wochen (insgesamt 7) | 7                                      | Dear Jack                              | Domani è un altro film                 | – |
| 23. Juni 2014 – 6. Juli 2014 2 Wochen | 2                                      | 5 Seconds of Summer                    | 5 Seconds of Summer                    | Mit ihrem ersten Album debütierte die australische Band in Italien auf Platz eins und erhielt für mehr als 25.000 Verkäufe in Woche 34/2014 eine Goldene Schallplatte. |
| 7. Juli 2014 – 20. Juli 2014 2 Wochen (insgesamt 7) | 7                                      | Dear Jack                              | Domani è un altro film                 | – |
| 21. Juli 2014 – 27. Juli 2014 1 Woche (insgesamt 3) | 3                                      | Biagio Antonacci                       | L’amore comporta                       | – |
| 28. Juli 2014 – 3. August 2014 1 Woche (insgesamt 7) | 7                                      | Dear Jack                              | Domani è un altro film                 | – |
| 4. August 2014 – 10. August 2014 1 Woche (insgesamt 2) | 2                                      | Giorgia                                | Senza paura                            | In seiner 40. Chartwoche kehrte das Album nach dem Airplay-Erfolg der vierten Single Io fra tanti und einem iTunes-Sonderangebot an die Spitze der Charts zurück. Wenig später, in Woche 34/2014, wurde Senza paura für über 100.000 Verkäufe mit Zweifachplatin ausgezeichnet. |
| 11. August 2014 – 31. August 2014 3 Wochen (insgesamt 4) | 4                                      | Coldplay                               | Ghost Stories                          | – |
| 1. September 2014 – 7. September 2014 1 Woche | 1                                      | Ensi                                   | Rock Steady                            | Mit seinem dritten Studioalbum, das erstmals bei einem Major-Label erschien, gelang dem Rapper und Freestyler aus Alpignano sein erstes Nummer-eins-Album. Rock Steady stieg direkt auf Platz eins ein. |
| 8. September 2014 – 14. September 2014 1 Woche | 1                                      | Club Dogo                              | Non siamo più quelli di Mi Fist        | Nach den beiden Nummer-eins-Erfolgen der vorab ausgekoppelten Singles Weekend und Fragili stieg auch das Album in seiner ersten Woche direkt auf Platz eins ein. Das siebte Studioalbum der Mailänder Rapgruppe konnte damit an den Erfolg seines Vorgängers von 2012 anknüpfen. Für mehr als 25.000 Verkäufe erhielt es in Woche 43/2014 eine Goldene Schallplatte. |
| 15. September 2014 – 21. September 2014 1 Woche | 1                                      | Fabi Silvestri Gazzè                   | Il padrone della festa                 | Das Projekt Fabi Silvestri Gazzè besteht aus den drei römischen Singer-Songwritern Niccolò Fabi, Daniele Silvestri und Max Gazzè. Alle drei hatten solo bereits Top-10-Erfolge, das gemeinsame Album ist jedoch ihr erstes Nummer-eins-Album. Nach dem Erfolg der beiden Singles, die jeweils mit Gold ausgezeichnet wurden, stieg Il padrone della festa direkt auf Platz eins ein und verkaufte sich mehr als 50.000-mal, wofür es in Woche 50/2014 mit Platin ausgezeichnet wurde. |
| 22. September 2014 – 28. September 2014 1 Woche | 1                                      | Subsonica                              | Una nave in una foresta                | Die Band aus Turin erreichte mit ihrem siebten Studioalbum zum dritten Mal die Spitze der italienischen Albumcharts. Una nave in una foresta stieg direkt auf Platz eins ein und wurde für mehr als 50.000 Verkäufe in Woche 43/2015 mit Platin ausgezeichnet. |
| 29. September 2014 – 12. Oktober 2014 2 Wochen (insgesamt 3) | 3                                      | Fedez                                  | Pop-Hoolista                           | Wie der Vorgänger im Jahr 2013 debütierte auch das vierte Studioalbum des Rappers auf Platz eins. In Woche 37/2015 wurde es mit Dreifachplatin für mehr als 150.000 Verkäufe ausgezeichnet. |
| 13. Oktober 2014 – 26. Oktober 2014 2 Wochen | 2                                      | U2                                     | Songs of Innocence                     | Die irische Rockband stellte ihr 13. Studioalbum ab dem 9. September vorab allen Benutzern des iTunes Store kostenlos zur Verfügung. In der ersten Verkaufswoche schließlich stieg es in den italienischen Albumcharts sogleich auf Platz eins ein und ist für U2 damit das fünfte Nummer-eins-Album in Folge. Für mehr als 100.000 Verkäufe wurde es in Woche 24/2015 mit Zweifachplatin ausgezeichnet. |
| 27. Oktober 2014 – 2. November 2014 1 Woche | 1                                      | Fiorella Mannoia                       | Fiorella                               | Anlässlich ihres 60. Geburtstags veröffentlichte die Sängerin ein Doppelalbum, das einige ihrer eigenen Erfolge sowie Neuinterpretationen bekannter Lieder anderer Interpreten enthält. Es stieg direkt auf Platz eins ein und ist nach dem Live-Album Concerti von 2004 Mannoias zweites Nummer-eins-Album. Für mehr als 50.000 Verkäufe wurde es in Woche 52/2014 mit Platin ausgezeichnet. |
| 3. November 2014 – 9. November 2014 1 Woche | 1                                      | Vasco Rossi                            | Sono innocente                         | Mit seinem 17. Studioalbum erreichte der Rocksänger zum insgesamt 19. Mal die Spitze der Albencharts, so oft wie kein anderer Interpret in der italienischen Chartgeschichte. Trotz der späten Veröffentlichung (November) und des nur einwöchigen Aufenthalts auf Platz eins – den es allerdings auf Anhieb erreichte – stellte sich Sono innocente als meistverkauftes Album des Jahres 2014 heraus. In Woche 39/2015 wurde es für mehr als 300.000 Verkäufe mit Sechsfachplatin ausgezeichnet. |
| 10. November 2014 – 16. November 2014 1 Woche | 1                                      | Pink Floyd                             | The Endless River                      | Das 15. Studioalbum der britischen Rockband, erschienen 20 Jahre nach dem Vorgänger The Division Bell, war ein weltweiter Erfolg und wurde auch in Italien in Woche 4/2015 für mehr als 200.000 Verkäufe mit Vierfachplatin ausgezeichnet. |
| 17. November 2014 – 23. November 2014 1 Woche | 1                                      | One Direction                          | Four                                   | Das vierte Studioalbum der britischen Boyband ist ihr drittes Nummer-eins-Album in Italien, Midnight Memories hatte im Vorjahr die Spitze knapp verpasst. Four stieg direkt an der Spitze ein. Mit mehr als 100.000 Verkäufen brachte es der Gruppe in Woche 52/2014 eine Zweifachplatin-Auszeichnung ein. |
| 24. November 2014 – 30. November 2014 1 Woche (insgesamt 6) | 6                                      | Tiziano Ferro                          | TZN – The Best of Tiziano Ferro        | Mit seinem ersten Best-of-Album erreichte der Singer-Songwriter aus Latina innerhalb von elf Jahren das fünfte Mal die Spitze der italienischen Albumcharts, einzig sein Debütalbum Rosso relativo war 2001 auf Platz fünf stehengeblieben. Auch dieses Album erreichte die Spitzenposition auf Anhieb. In Woche 39/2015 wurde es für mehr als 300.000 Verkäufe mit Sechsfachplatin ausgezeichnet. |
| 1. Dezember 2014 – 7. Dezember 2014 1 Woche (insgesamt 2) | 2                                      | Gianna Nannini                         | Hitalia                                | Die Musikerin aus Siena legte ein Coveralbum vor, das direkt auf Platz eins einstieg und ihr damit in 38 Jahren die fünfte Nummer-eins-Platzierung in den italienischen Albencharts einbrachte. Für mehr als 150.000 Verkäufe wurde das Album in Woche 17/2015 mit Dreifachplatin ausgezeichnet. |
| 8. Dezember 2014 – 14. Dezember 2014 1 Woche (insgesamt 6) | 6                                      | Tiziano Ferro                          | TZN – The Best of Tiziano Ferro        | – |
| 15. Dezember 2014 – 21. Dezember 2014 1 Woche (insgesamt 2) | 2                                      | Gianna Nannini                         | Hitalia                                | – |
| 22. Dezember 2014 – 11. Januar 2015 3 Wochen (insgesamt 6) | 6                                      | Tiziano Ferro                          | TZN – The Best of Tiziano Ferro        | – |

## Jahreshitparaden
Während in der Jahreswertung der Alben die italienischen Beiträge überwogen (sieben von zehn), schaffte es kein einziges Lied eines italienischen Interpreten in die Top 10 der Single-Jahrescharts (erst auf Platz 22 findet sich Magnifico von Fedez und Francesca Michielin). Vier der in den Jahres-Top-10 vertretenen Singles waren keine Nummer-eins-Hits, eine weitere (Let Her Go) lediglich im Vorjahr; bei den Alben hingegen hatte nur Modà 2004-2014: L’originale zuvor keine Nummer-eins-Platzierung erzielt.
Der deutsche DJ Robin Schulz war als einziger Interpret zweimal in den Jahres-Top-10 vertreten.

| ← 2013 ← | Liste der Jahres-Nummer-eins-Hits in Italien | Liste der Jahres-Nummer-eins-Hits in Italien  | Liste der Jahres-Nummer-eins-Hits in Italien | 2015 →   |
| \| Singles \| Position# \| Alben \| \| ------------------------------------------------------------------------------------------------------------------------------------------------------------------------------------------ \| --------- \| --------------------------------------------- \| \| Bailando data-sort-value="Iglesias, Enrique"\\| Enrique Iglesias feat. Sean Paul, Descemer Bueno & Gente de Zona Enrique Iglesias, Descemer Bueno, Alexander Delgado, Randy Malcom Martinez \| 1 \| Sono innocente Vasco Rossi \| \| Happy Pharrell Williams \| 2 \| The Endless River Pink Floyd \| \| Jubel Klingande Cédric Steinmyller, Edgar Catry \| 3 \| TZN – The Best of Tiziano Ferro Tiziano Ferro \| \| Rather Be Clean Bandit feat. Jess Glynne James Napier, Jack Patterson, Grace Chatto, Nicole Marshall \| 4 \| Modà 2004-2014: L’originale Modà \| \| A Sky Full of Stars Coldplay Guy Berryman, Jonny Buckland, Will Champion, Chris Martin \| 5 \| L’amore comporta Biagio Antonacci \| \| Prayer in C Lilly Wood & the Prick feat. Robin Schulz Nili Hadida, Benjamin Cotto \| 6 \| Domani è un altro film Dear Jack \| \| Demons Imagine Dragons Ben McKee, Dan Platzman, Dan Reynolds, Wayne Sermon, Alexander Grant, Josh Mosser \| 7 \| Four One Direction \| \| Let Her Go Passenger Mike Rosenberg \| 8 \| Ghost Stories Coldplay \| \| Summer Calvin Harris \| 9 \| Hitalia Gianna Nannini \| \| Waves (Robin Schulz Remix) Mr. Probz Dennis Princewell Stehr \| 10 \| Mondovisione Ligabue \| |                                              |                                               |                                              |          |
| ← 2013 |                                              |                                               |                                              | → 2015 → |
| Singles | Position#                                    | Alben                                         |                                              |          |
| Bailando data-sort-value="Iglesias, Enrique"\| Enrique Iglesias feat. Sean Paul, Descemer Bueno & Gente de Zona Enrique Iglesias, Descemer Bueno, Alexander Delgado, Randy Malcom Martinez | 1                                            | Sono innocente Vasco Rossi                    |                                              |          |
| Happy Pharrell Williams | 2                                            | The Endless River Pink Floyd                  |                                              |          |
| Jubel Klingande Cédric Steinmyller, Edgar Catry | 3                                            | TZN – The Best of Tiziano Ferro Tiziano Ferro |                                              |          |
| Rather Be Clean Bandit feat. Jess Glynne James Napier, Jack Patterson, Grace Chatto, Nicole Marshall | 4                                            | Modà 2004-2014: L’originale Modà              |                                              |          |
| A Sky Full of Stars Coldplay Guy Berryman, Jonny Buckland, Will Champion, Chris Martin | 5                                            | L’amore comporta Biagio Antonacci             |                                              |          |
| Prayer in C Lilly Wood & the Prick feat. Robin Schulz Nili Hadida, Benjamin Cotto | 6                                            | Domani è un altro film Dear Jack              |                                              |          |
| Demons Imagine Dragons Ben McKee, Dan Platzman, Dan Reynolds, Wayne Sermon, Alexander Grant, Josh Mosser | 7                                            | Four One Direction                            |                                              |          |
| Let Her Go Passenger Mike Rosenberg | 8                                            | Ghost Stories Coldplay                        |                                              |          |
| Summer Calvin Harris | 9                                            | Hitalia Gianna Nannini                        |                                              |          |
| Waves (Robin Schulz Remix) Mr. Probz Dennis Princewell Stehr | 10                                           | Mondovisione Ligabue                          |                                              |          |

## Belege
1. ↑  Streaming traina il mercato discografico italiano che cresce del 4% nel 2014. FIMI, 30. Januar 2015, archiviert vom Original (nicht mehr online verfügbar) am 13. Juli 2015; abgerufen am 13. Mai 2015 (italienisch).
2. ↑  Da oggi nelle classifiche ufficiali dei brani musicali sarà conteggiato anche lo streaming audio. FIMI, 11. September 2014, archiviert vom Original (nicht mehr online verfügbar) am 11. Februar 2015; abgerufen am 11. Februar 2015 (italienisch).
3. ↑  Facebookbeitrag zum Streaming. FIMI, 9. Januar 2015, abgerufen am 9. Februar 2015 (italienisch): „L’aggiornamento considera gli ascolti in #streaming effettuati dal 1 Gennaio 2014.“
4. 1 2 3 4 5 6 7 8 9 10 11 12 13 14 15 16 17 18 19 20 21 22 23 24 25 26 27 28 29 30 31 32 33 34 35 36 37 38 39 40 41  Auszeichnungsarchiv. FIMI, abgerufen am 3. November 2015 (italienisch).
5. ↑  R. Serini, C. Uzzo: Sanremo 2014, il trionfo di Arisa: «Volevo vincere». In: VanityFair.it. 22. Februar 2014, abgerufen am 29. Dezember 2014 (italienisch).
6. ↑  Top Digital, Chartwoche 8/2014. FIMI, abgerufen am 13. Mai 2015.
7. ↑  Top Digital, Chartwoche 18. FIMI, archiviert vom Original (nicht mehr online verfügbar) am 12. Mai 2014; abgerufen am 29. Dezember 2014.
8. ↑  Michele B.: Amici 13: Deborah vince! In: Maria De Filippi. Gruppo Mediaset, 27. Mai 2014, abgerufen am 29. Dezember 2014 (italienisch).
9. ↑  Fabio Morasca: Club Dogo – Weekend: Testo e Video Ufficiale. In: Soundsblog.it. Blogo.it, 5. Juni 2014, abgerufen am 31. Dezember 2014 (italienisch).
10. ↑  Top Digital, Chartwoche 23/2014. FIMI, abgerufen am 13. Mai 2015.
11. ↑  “Maracanà”, Emis Killa canta il Mondiale di Sky Sport. Sky Italia, 18. Mai 2014, archiviert vom Original (nicht mehr online verfügbar) am 30. Mai 2014; abgerufen am 31. Dezember 2014 (italienisch).
12. ↑  Chartverlauf von Maracanã. In: Italiancharts.com. Hung Medien, abgerufen am 31. Dezember 2014.
13. ↑  Top Digital, Chartwoche 25/2014. FIMI, abgerufen am 13. Mai 2015.
14. ↑  Top Digital, Chartwoche 30/2014. FIMI, abgerufen am 13. Mai 2015.
15. 1 2  Giorgia Iovane: Sanremo 2014, voti e classifica finale: Renga quarto, Ron ultimo. In: TVBlog.it. Blogo.it, 23. Februar 2014, abgerufen am 31. Dezember 2014 (italienisch).
16. ↑  Chartverlauf von Il mio giorno più bello nel mondo. In: Italiancharts.com. Hung Medien, abgerufen am 31. Dezember 2014.
17. ↑  Bailando in den spanischen Charts. In: Spanishcharts.com. Hung Medien, abgerufen am 31. Dezember 2014.
18. ↑  Facebookbeitrag zu Bailando. FIMI, 14. Januar 2015, abgerufen am 28. Januar 2015 (italienisch): „confermiamo che le diverse versioni di ‘Bailando’ vengono conteggiate come un solo brano“
19. ↑  YouTube Rwind: “Bailando” di Enrique Iglesias è il video musicale più visto in Italia nel 2014. In: MTV.it. MTV Networks, 10. Dezember 2014, abgerufen am 31. Dezember 2014 (italienisch).
20. 1 2  Classifiche annuali 2014 “Top of the Music” FIMI-GfK: Un anno di musica italiana. FIMI, 12. Januar 2015, archiviert vom Original (nicht mehr online verfügbar) am 11. Februar 2015; abgerufen am 11. Februar 2015 (italienisch).
21. ↑  Live Cronaca: la Semifinale! Sky Italia, 4. Dezember 2014, abgerufen am 31. Dezember 2014 (italienisch).
22. ↑  Top Digital, Chartwoche 49/2014. FIMI, abgerufen am 13. Mai 2015.
23. ↑  Lorenzo è il vincitore di X Factor 2014. Sky Italia, 11. Dezember 2014, abgerufen am 31. Dezember 2014 (italienisch).
24. ↑  Top Digital, Chartwoche 49. FIMI, archiviert vom Original (nicht mehr online verfügbar) am 13. Dezember 2014; abgerufen am 31. Dezember 2014.
25. ↑  Cigno nero in den italienischen Charts. In: Italiancharts.com. Hung Medien, abgerufen am 29. Dezember 2014.
26. ↑  Roberto Casalino in den italienischen Charts. In: Italiancharts.com. Hung Medien, abgerufen am 29. Dezember 2014.
27. ↑  Gabriele Antonucci: Hozier: la malinconia ritorna in classifica. In: Panorama. Mondadori, 9. Januar 2015, abgerufen am 9. Januar 2015 (italienisch).
28. ↑  Album, Chartwoche 48/2013. FIMI, abgerufen am 13. Mai 2015.
29. ↑  Album, Chartwoche 3/2014. FIMI, archiviert vom Original (nicht mehr online verfügbar) am 5. August 2014; abgerufen am 31. Dezember 2014.
30. ↑  Album, Chartwoche 6/2014. FIMI, archiviert vom Original (nicht mehr online verfügbar) am 22. Februar 2014; abgerufen am 31. Dezember 2014.
31. ↑  Album, Chartwoche 9/2014. FIMI, archiviert vom Original (nicht mehr online verfügbar) am 6. März 2014; abgerufen am 31. Dezember 2014.
32. ↑  Stromae, un album in francese è primo in Italia: non era mai successo prima. In: TV Sorrisi e Canzoni. Mondadori, 7. März 2014, archiviert vom Original (nicht mehr online verfügbar) am 12. Februar 2016; abgerufen am 2. Januar 2015 (italienisch).
33. ↑  Con Stromae il primo disco in francese al n.1 in Italia. Radio Nostalgia, 11. März 2014, archiviert vom Original (nicht mehr online verfügbar) am 3. Januar 2015; abgerufen am 12. Februar 2016 (italienisch).
34. ↑  Album, Chartwoche 10/2014. FIMI, archiviert vom Original (nicht mehr online verfügbar) am 13. März 2014; abgerufen am 2. Januar 2015.
35. ↑  Album, Chartwoche 31/2006. FIMI, archiviert vom Original (nicht mehr online verfügbar) am 4. März 2014; abgerufen am 11. Januar 2015.
36. ↑  Album, Chartwoche 11/2014. FIMI, abgerufen am 13. Mai 2015.
37. ↑  Alessandro Alicandri: Francescor Renga racconta i segreti di «Il mio giorno più bello del mondo». In: TV Sorrisi e Canzoni. Mondadori, 7. August 2014, archiviert vom Original (nicht mehr online verfügbar) am 12. Februar 2016; abgerufen am 31. Dezember 2014 (italienisch): „il suo «Tempo reale» si è rivelato il più venduto tra gli album dei Big del Festival“
38. ↑  Album, Chartwoche 12/2014. FIMI, abgerufen am 13. Mai 2015.
39. ↑  Roby Facchinetti, il disco solista, Negrini: ‘Ovunque sia, Valerio sorriderà’. In: Rockol. 17. März 2014, abgerufen am 2. Januar 2015 (italienisch).
40. ↑  Alessandra Vitali: Sanremo, Ron e Gino Paoli incantano l’Ariston. Nuove Proposte, vince Rocco Hunt. In: la Repubblica. 21. Februar 2014, abgerufen am 2. Januar 2015.
41. ↑  Top Digital, Chartwoche 8/2014. FIMI, archiviert vom Original (nicht mehr online verfügbar) am 27. Februar 2014; abgerufen am 2. Januar 2015.
42. ↑  Album, Chartwoche 13/2014. FIMI, archiviert vom Original (nicht mehr online verfügbar) am 7. April 2014; abgerufen am 2. Januar 2015.
43. ↑  Album, Chartwoche 15/2014. FIMI, abgerufen am 13. Mai 2015.
44. ↑  Album, Chartwoche 17/2014. FIMI, abgerufen am 13. Mai 2015.
45. ↑  Eugenio: Da Crosby a Caparezza, grande musica il 6 dicembre a Sanremo, nella serata delle Targhe Tenco. In: Premio Tenco Sanremo. Club Tenco, 2. Dezember 2014, archiviert vom Original (nicht mehr online verfügbar) am 10. Dezember 2014; abgerufen am 2. Januar 2015 (italienisch).
46. ↑  Album, Chartwoche 19/2014. FIMI, archiviert vom Original (nicht mehr online verfügbar) am 5. August 2014; abgerufen am 4. Januar 2015.
47. ↑  Academy Medimex 2014. Medimex Puglia Sounds, 1. November 2014, archiviert vom Original (nicht mehr online verfügbar) am 29. November 2014; abgerufen am 4. Januar 2015 (italienisch).
48. ↑  Deborah vince “Amici”, premio della critica per i Dear Jack. In: Il Secolo XIX. Italiana Editrice, 28. Mai 2014, archiviert vom Original (nicht mehr online verfügbar) am 14. Juli 2014; abgerufen am 4. Januar 2015.
49. ↑  Classifiche degli album e singoli digitali di maggiore successo nel primo semestre 2014. FIMI, 16. Juli 2014, archiviert vom Original (nicht mehr online verfügbar) am 11. Februar 2015; abgerufen am 11. Februar 2015 (italienisch).
50. ↑  Album, Chartwoche 21/2014. FIMI, abgerufen am 13. Mai 2015.
51. ↑  Album, Chartwoche 22/2014. FIMI, archiviert vom Original (nicht mehr online verfügbar) am 19. Juni 2014; abgerufen am 4. Januar 2015.
52. ↑  Album, Chartwoche 26/2014. FIMI, archiviert vom Original (nicht mehr online verfügbar) am 28. November 2014; abgerufen am 4. Januar 2015.
53. ↑  Superclassifica, Giorgia riconquista il primo posto con «Senza paura». In: TV Sorrisi e canzoni. Mondadori, 14. August 2014, archiviert vom Original (nicht mehr online verfügbar) am 15. Mai 2015; abgerufen am 5. Januar 2015 (italienisch).
54. ↑  Album, Chartwoche 36/2014. FIMI, archiviert vom Original (nicht mehr online verfügbar) am 11. September 2014; abgerufen am 9. Januar 2015.
55. ↑  Album, Chartwoche 37/2014. FIMI, archiviert vom Original (nicht mehr online verfügbar) am 11. Oktober 2014; abgerufen am 9. Januar 2015.
56. ↑  Fabi, Silvestri e Gazzè: ‘Noi come Dalla e De Gregori’. In: Rockol.it. 11. September 2014, abgerufen am 9. Januar 2015 (italienisch).
57. ↑  Fabi Silvestri Gazzè im Singles-Auszeichnungsarchiv 2014. FIMI, abgerufen am 13. Mai 2015.
58. ↑  Album, Chartwoche 38/2014. FIMI, archiviert vom Original (nicht mehr online verfügbar) am 6. Oktober 2014; abgerufen am 9. Januar 2015.
59. ↑  Album, Chartwoche 39/2014. FIMI, archiviert vom Original (nicht mehr online verfügbar) am 6. Oktober 2014; abgerufen am 9. Januar 2015.
60. ↑  Album, Chartwoche 40/2014. FIMI, archiviert vom Original (nicht mehr online verfügbar) am 14. Oktober 2014; abgerufen am 9. Januar 2015.
61. ↑  Album, Chartwoche 42/2014. FIMI, archiviert vom Original (nicht mehr online verfügbar) am 24. Oktober 2014; abgerufen am 9. Januar 2015.
62. ↑  Alben von U2 in den italienischen Charts. In: Italiancharts.com. Hung Medien, abgerufen am 9. Januar 2015.
63. ↑  Alberto Graziola: Fiorella Mannoia, tracklist doppio album Fiorella: duetti da Laura Pausini a Tiziano Ferro. In: Soundsblog.it. Blogo.it, 29. Oktober 2014, abgerufen am 28. Januar 2015 (italienisch).
64. ↑  Album, Chartwoche 44/2014. FIMI, archiviert vom Original (nicht mehr online verfügbar) am 6. November 2014; abgerufen am 28. Januar 2015.
65. ↑  Alben von Fiorella Mannoia in den italienischen Charts. In: Italiancharts. Hung Medien, abgerufen am 28. Januar 2015.
66. ↑  Album, Chartwoche 45/2014. FIMI, archiviert vom Original (nicht mehr online verfügbar) am 13. November 2014; abgerufen am 28. Januar 2015.
67. ↑  Alben von One Direction in den italienischen Charts. In: Italiancharts. Hung Medien, abgerufen am 28. Januar 2015.
68. ↑  Album, Chartwoche 47/2014. FIMI, abgerufen am 13. Mai 2015.
69. ↑  Alben von Tiziano Ferro in den italienischen Charts. In: Italiancharts. Hung Medien, abgerufen am 28. Januar 2015.
70. ↑  Album, Chartwoche 48/2014. FIMI, abgerufen am 13. Mai 2015.
71. ↑  Album, Chartwoche 49/2014. FIMI, abgerufen am 13. Mai 2015.

Siehe auch: Nummer-eins-Hits 2014 in  Australien, Belgien, Bulgarien, Dänemark, Deutschland, Finnland, Frankreich, Griechenland, Irland, Japan, Kanada, Mexiko, Neuseeland, den Niederlanden, Norwegen, Österreich, Polen, Portugal, Schweden, der Schweiz, Slowakei, Spanien, Südkorea, Tschechien, Ungarn, den Vereinigten Staaten und im Vereinigten Königreich.